# حلب
حَلَب، بزرگ‌ترین شهر و پایتخت تجاری  سوریه است. شهر حَلَب در استان حلب در شمال کشور سوریه واقع شده‌است. این شهر یکی از کهن‌ترین شهرهای منطقه خاورمیانه است و در روزگاران قدیم نام آن خلپه بوده و یونانی‌های باستان آن را با نام برویا می‌شناختند. شهر حلب در نقطه راهبردی و مهم بازرگانی در نیمه‌راه دریای مدیترانه و رود فرات قرار دارد.

## نام شناسی
به نقل از ابن بطوطه به دلیل این که ابراهیم شیر گوسفندان خود را در این شهر به مردم می بخشیده و فقیران برای حلب ابراهیم به آنجا می آمدند، حلب نامیده شده است.

## تاریخچه
اقوام و پیروان مذاهب گوناگون طی هزاره‌های گذشته در حلب ساکن شده و در کنار یکدیگر می‌زیسته‌اند. حلب یکی از گذرگاه‌های مهم بین شرق و غرب بوده‌است.
نشانه‌هایی از معماری دوران هیتی، رومی، بیزانسی و ایوبی را می‌شود در حلب مشاهده کرد. خیابان‌هایی با تاریخچه‌های دوران رومی و یونانی، بقایایی از بنای کلیساهای سده ششم میلادی، دیوارها و دروازه‌هایی از قرون وسطی، مساجدی مربوط به دوره ایوبیان و مملوکان و نیز مساجد و کاخ‌هایی از دوران حکومت عثمانی و معماری عربی از حلب شهری چند فرهنگی ساخته‌اند.
در دسامبر ۱۹۴۷ میلادی و پس از صدور قطعنامه ۱۸۱ مجمع عمومی سازمان ملل متحد، مجموعه حملاتی یهودستیزانه علیه جمعیت یهودی شهر رخ داد که به شورش‌های ضدیهودی حلب معروف گشت. این حملات باعث مهاجرت بیش از نیمی از جمعیت یهودیان حلب شد.

## دوران جنگ داخلی سوریه

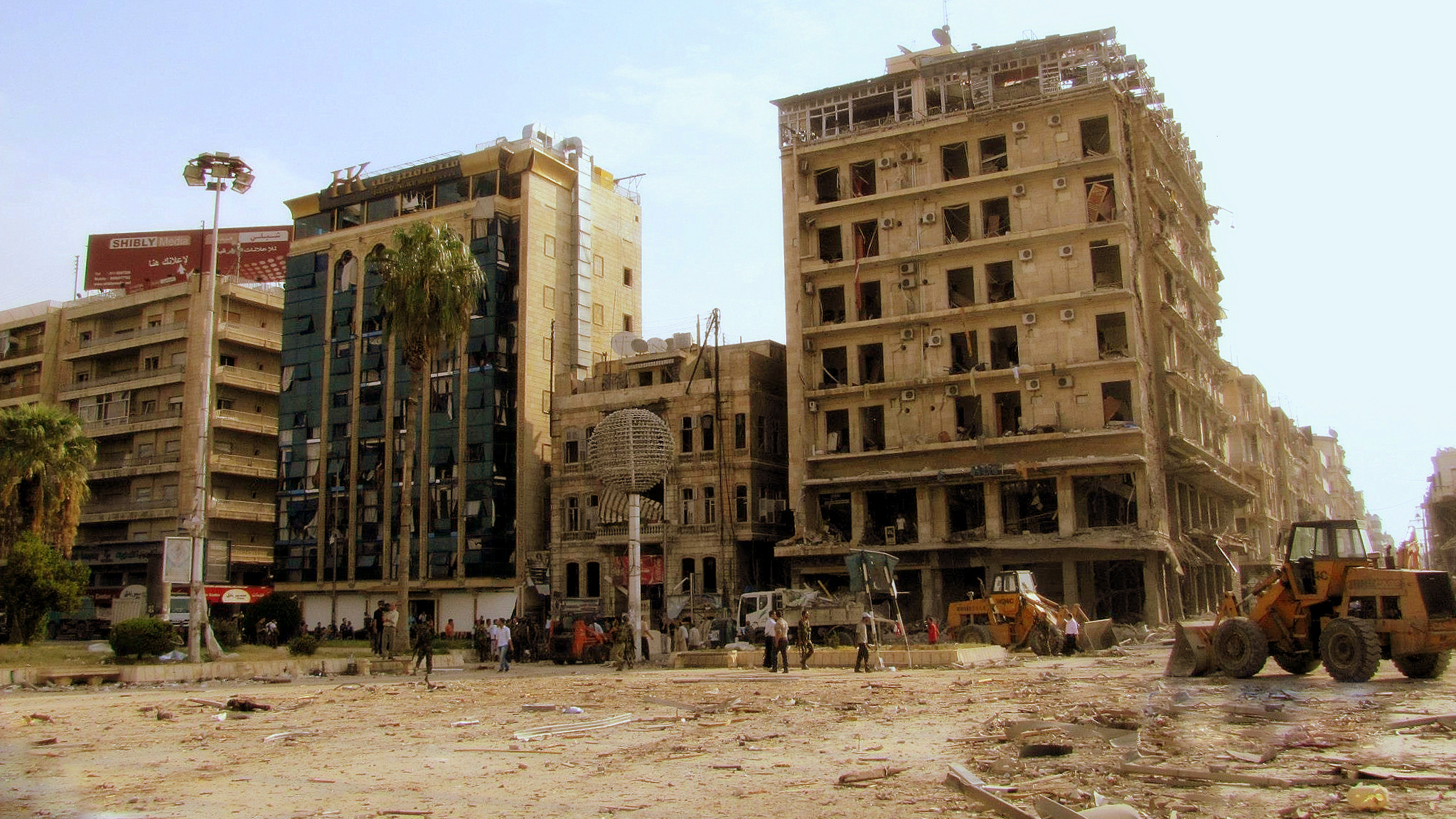
صحنه ای از میدان سعدالله الجبیری پس از حمله جبهه النصره در اکتبر ۲۰۱۲

در ۱۲ اوت ۲۰۱۱، چند ماه پس از شروع اعتراضات در مناطق دیگر سوریه، اعتراضات ضددولتی در چندین منطقه از حلب، از جمله منطقه ساخور شهر، برگزار شد. حداقل دو معترض در طی تظاهرات در ساخور با ده‌ها هزار تن از شرکت کنندگان به ضرب گلوله کشته شدند. دو ماه بعد یک تظاهرات طرفداران دولت در میدان سعدالله الجبیری برگزار شد. براساس گزارش نیویورک‌تایمز، گردهمایی ۱۱ اکتبر ۲۰۱۱ در حمایت از بشار اسد رئیس‌جمهور سوریه با حضور جمعیت زیادی برگزار شد طبق گفته رسانه‌های دولتی و محلی بیش از ۱٬۵ میلیون نفر در آن گردهمایی شرکت داشتند و این یکی از بزرگ‌ترین تظاهرات برگزار شده در سوریه بود.
در اوایل سال ۲۰۱۲، مواضع نیروهای امنیتی با بمب‌گذاری مورد هدف قرار گرفت. در ۱۰ فوریه ۲۰۱۲، بمب‌های انتحاری با خودروی بمب‌گذاری‌شده در خارج از دو مجتمع امنیتی - مقر اداره اطلاعات نظامی، و یک پادگان نیروی حفاظت امنیتی، ۷۹ نفر کشته شدند. بنا بر گزارش‌ها، ۲۸ نفر (چهار غیرنظامی، ۱۳ پرسنل نظامی و یازده پرسنل امنیتی) و ۲۳۵ تن از پرسنل امنیتی نیز زخمی شدند. بنا بر گزارش‌ها در ۱۸ مارس ۲۰۱۲، انفجار یک خودروی بمب‌گذاری‌شده دیگر در یک محله مسکونی منجر به مرگ دو تن از پرسنل امنیتی و یک غیرنظامی زن و زخمی شدن ۳۰ تن از ساکنان شد.
در اواخر ژوئیه ۲۰۱۲، درگیری به جدیت به حلب رسید که شورشیان در مناطق حومه شهر، اولین حمله خود را انجام دادند. ظاهراً شورشیان در تلاش بودند تا از این حمله دستاوردی بدست آورند که در هنگام حمله دمشق به دست آورده بودند. از آن زمان به بعد، برخی از «مخرب‌ترین بمباران و شدیدترین جنگ» در حلب، اغلب در مناطق مسکونی، رخ داد. در تابستان، پاییز و زمستان سال ۲۰۱۲، جنگ خانه به خانه بین مخالفان مسلح و نیروهای دولتی ادامه یافته‌بود و تا بهار ۲۰۱۳ ارتش سوریه خود را در بخش غربی شهر حلب مستقر کرده‌بود (نیروهای دولتی در پایگاه نظامی در بخش جنوبی شهر فعالیت می‌کردند) و مخالفان مسلح در قسمت شرقی در منطقه بی‌طرف مستقر بودند. طبق برآورد یک سازمان بشردوستانه بین‌المللی از تلفات، ۱۳٬۵۰۰ تن کشته، ۱٬۵۰۰ نفر زیر ۵ سال و ۲۳٬۰۰۰ نفر مجروح شدند. پاسگاه‌های پلیس محلی در شهر کانون درگیری بودند.
در جریان نبردی شدید، بسیاری از بخشهای سوق المدینة (بخشی از میراث جهانی شهر باستانی حلب) از جمله بخش‌هایی از مسجد جامع حلب و سایر بناهای قرون وسطایی در شهر باستانی کاملاً ویران شدند و در اواخر تابستان ۲۰۱۲ هنگامی که گروه‌های مسلح ارتش آزاد سوریه و ارتش عربی سوریه برای کنترل شهر جنگیدند، این اماکن آتش گرفتند. در مارس ۲۰۱۳ وزارت امور خارجه سوریه مدعی شد که ۱٬۰۰۰ کارخانه در حلب غارت شده‌اند و کالاهای مسروقه شان با دانش کامل و تسهیلات دولت ترکیه، به ترکیه منتقل شده‌اند.

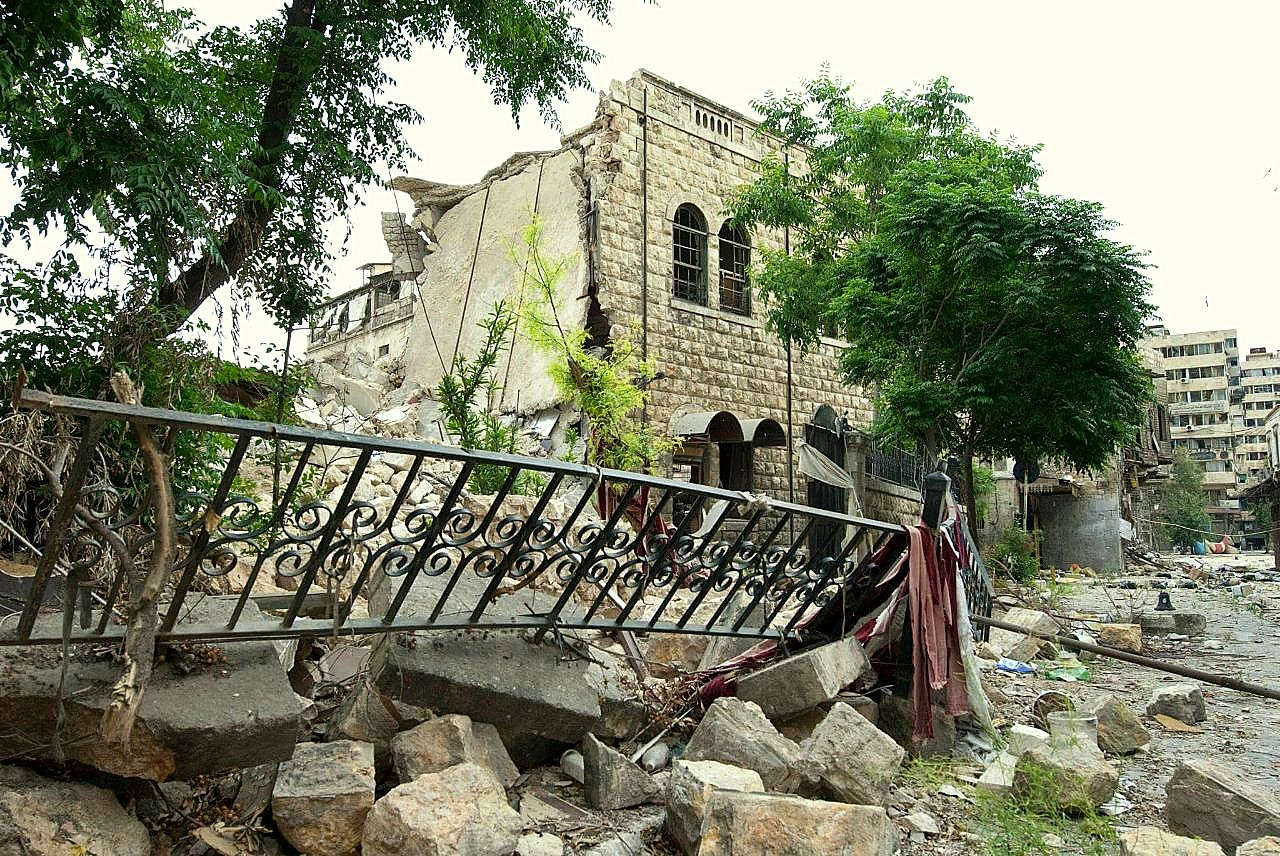
کلیسای ملی پرسبیتریان حلب پس از تخریب در ۶ نوامبر ۲۰۱۲

بن‌بستی که چهار سال در آن به وجود آمده بود، در ژوئیه سال ۲۰۱۶ پایان یافت، زمانی که نیروهای دولتی سوریه آخرین خط تأمین اپوزیسیون مسلح را در حلب با پشتیبانی حملات هوایی روسیه بستند و حلب را محاصره کردند. در واکنش، نیروهای شورشی در سپتامبر و اکتبر ضدحمله‌هایی ناموفق را راه اندازی کردند اما موفق به شکست محاصره نشدند. در ماه نوامبر، نیروهای دولتی یک مبارزه قاطعانه را آغاز کردند. شورشیان موافقت کردند که از مناطق باقیمانده خود در دسامبر ۲۰۱۶ خارج شوند. پیروزی دولت سوریه در حلب به‌طور گسترده به عنوان نقطه عطفی در جنگ داخلی سوریه محسوب می‌شود.
در ۲۲ دسامبر ۲۰۱۶، تخلیه حلب از شورشیان، به اتمام رسید. صلیب‌سرخ بعداً تأیید کرد که تخلیه همه شهروندان و شورشیان تکمیل شده‌است. پس از آن، ارتش سوریه کنترل کامل حلب را به دست گرفت. اما محله شیخ مقصود در این شهر، در کنترل یگان‌های مدافع خلق باقی ماند.
پس از پایان جنگ، ۵۰۰٬۰۰۰ پناهنده و آواره داخلی به حلب بازگشته و صدها کارخانه به تولید برق بازگشتند تا میزان تأمین برق به شدت افزایش یابد. ارگ حلب در حال حاضر در حال انجام تعمیرات اساسی است. بسیاری از بخش‌های شهر که تحت‌تاثیر جنگ قرار گرفته بودند در حال بازسازی هستند. در تاریخ ۱۵ آوریل ۲۰۱۷، یک کاروان اتوبوس‌های حامل مهاجران توسط یک بمب‌گذار انتحاری در حلب مورد حمله قرار گرفت و بیش از ۱۲۶ نفر، از جمله حداقل ۸۰ کودک، کشته شدند. جشنواره خرید حلب در ۱۷ نوامبر ۲۰۱۷ برای ترویج صنعت در این شهر برگزار شد. یک فرمانده یگان‌های مدافع خلق در فوریه ۲۰۱۸ اعلام کرد که مبارزان کُرد برای کمک به دفع حمله ترکیه، به عفرین نقل‌مکان کرده‌اند. در نتیجه او گفت که نیروهای دولتی طرفدار سوریه کنترل نواحی که قبلاً تحت کنترل آن‌ها بودند را دوباره به دست گرفتند. در فوریه ۲۰۲۰ نیروهای ارتش سوریه، هنگامی که آخرین مناطق تحت کنترل شورشیان را در حومه غربی حلب تصرف کردند، به موفقیت‌های بزرگی دست یافتند در نتیجه به‌طور قاطع به درگیری‌هایی که طی هشت سال آغاز شده بود پایان دادند.

## جغرافیا
حلب در ۳۵۵ کیلومتری شمال دمشق، پایتخت سوریه، قرار دارد و پایتخت تجاری و فرهنگی این کشور به‌شمار می‌رود. این شهر چندین‌هزار ساله به خاطر موقعیت استراتژیک بین دریا و رود فرات، از مهم‌ترین شهرهای جهان باستان محسوب می‌شده‌است.

## جمعیت
حلب پُرجمعیت‌ترین شهر سوریه بود، به‌نحوی که در سال ۲۰۱۰ میلادی و قبل از شروع جنگ داخلی سوریه، جمعیت شهر حلب و حومهٔ آن در حدود ۴ میلیون نفر برآورد شده‌است که بیش از ۸۰% مردم مسلمان سنی هستند. اما در حال حاضر به دلیل جنگ داخلی سوریه اکثر مردم آن آواره مناطق داخل سوریه بویژه دمشق و کشورهای لبنان و ترکیه و کشورهای اروپایی شده‌اند و کمتر از ۱۰٪ جمعیت اولیه آن یعنی نزدیک به ۳۰۰٬۰۰۰ نفر در داخل شهر باقی مانده‌اند، یعنی در واقع حلب بیشترین آسیب و ویرانی را از جنگ داخلی سوریه دیده‌است.

## مناطق
رموسه، یکی از محله‌های واقع‌شده در شرق حلب است.
صلاح‌الدین، نام یکی از مناطق مهم شهر حلب است. از دیگر مناطق حلب می‌توان به منطقه «جبل باردو» اشاره کرد.
منطقه حلاک در شمال حلب واقع شده‌است.
منطقه سوقیه در بخش قدیمی شهر حلب واقع شده‌است. منطقه بستان القصر در جنوب شهر حلب واقع شده‌است.
منطقه شیخ‌سلیمان در حومه شهر حلب قرار دارد. این منطقه در فاصله ۲۵ کیلومتری غرب شهر حلب واقع شده‌است.
منطقه جمعیه زهرا در شمال غربی حلب واقع شده‌است.

## فرهنگ و هنر

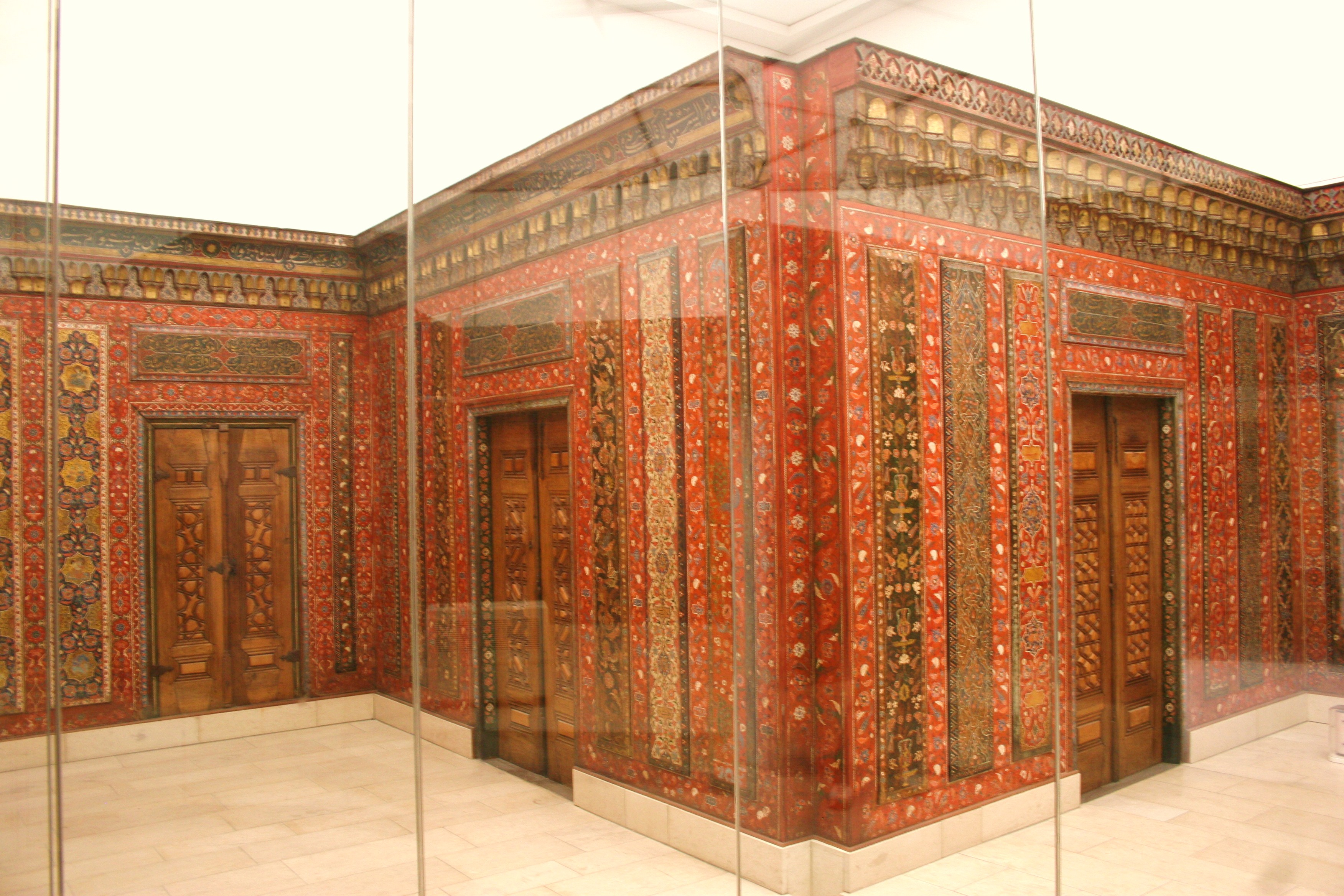
اتاق حلب، اتاقی‌ست مملو از نمادهای هنر اسلامی متعلق به سال ۱۶۰۰ میلادی که اکنون در موزه پرگامون نگهداری می‌شود. این اثر یکی از صدها اثر سوری است که در موزه‌های معتبر جهان قرار دارد.

حلب از پایگاه‌های مهم رشد تمدن اسلامی بوده‌است.

## امکانات شهری
دانشگاه حلب یکی از بزرگ‌ترین دانشگاه‌های سوریه است.

## جذابیت‌های فرهنگی
بازار و قلعه حلب در بخش قدیمی شهر واقع شده‌اند.
مسجد اموی حلب یکی از معروف‌ترین مساجد سوریه است. این مسجد توسط سازمان یونسکو، به عنوان میراث جهانی به ثبت رسیده‌است.

## تأسیسات نظامی و امنیتی
پایگاه هلی‌بُرد تَفِتناز متعلق به نیروی هوایی سوریه در جنوب-غربی شهر حلب واقع شده‌است.
پایگاه هوایی الجَراح و پایگاه هوایی نیرب در حوالی شهر حلب واقع شده‌اند.
مجتمع آموزش پلیس سوریه در حومه غربی حلب و در منطقه «خان‌العسل» واقع شده‌است.
آکادمی مهندسی نظامی در حوالی شرقی شهر حلب، از مهم‌ترین تأسیسات نظامی ارتش سوریه است که با محوطه‌ای بالغ بر یک کیلومتر مربع مساحت، و ساختمان‌هایی با پناهگاه‌ها و سنگرهای بتن‌آرمه جهت مقاومت در برابر حمله احتمالی نیروی هوایی اسرائیل طراحی و ساخته شده‌اند.
پایگاه ۱۱۱ ارتش سوریه در منطقه شیخ‌سلیمان واقع شده‌است.

## نگارخانه
عکس‌های زیر توسط والتر میتل‌هولتسر در اواخر سال ۱۳۰۳ گرفته شده‌اند.

فرود اضطراری در خرابه، حلب
یک روز پس از فرود اضطراری
اعراب خراطه
قلعه‌ای در حلب
حومه شهر
حومه شهر
کاروانی در حلب